# قلعة بتشة (بيش كوه زلاغي)
قلعة بتشة (بالفارسية: قلعه پاچه) هي قرية تقع في إيران في قسم بیش کوه زلاغي الریفي.